# 5. junij
5. junij je 156. dan leta (157. v prestopnih letih) v gregorijanskem koledarju. Ostaja še 209 dni.

## Dogodki
- 1661 – Isaac Newton se vpiše na Trinity College v Cambridgeu
- 1741 – Vitus Jonassen Bering se s Kamčatke odpravi raziskovat Aljasko
- 1752 – Benjamin Franklin dokaže, da je strela elektrika
- 1783 – brata Montgolfier javno predstavita svoj toplozračni balon - montgolfière
- 1837 – Houston v Teksasu postane mesto
- 1849 – Danska postane ustavna monarhija
- 1900 – britanska vojska zasede Pretorio v južni Afriki
- 1917 – v ZDA se začne nabor vojakov, ki bodo poslani na bojišča 1. svetovne vojne
- 1940 – kanadske oblasti razglasijo nacistične, fašistične in komunistične organizacije za prepovedane in zaprejo njihove voditelje
- 1942 – ZDA napovejo vojno Romuniji in Bolgariji
- 1944 –
  - britanski bombniki v pripravah na izkrcanje odvržejo 5.000 ton bomb na nemške položaje v Normandiji
  - iz Bele krajine začne oddajati Radio OF
  - italijanski princ Umberto II. Savojski postane regent Kraljevine Italije
- 1945 – vrhovni zavezniški komandanti v Nemčiji prevzamejo vso oblast
- 1947 – ameriški zunanji minister George Catlett Marshall pozove h gospodarski pomoči od vojne opustošeni Evropi
- 1954 – poplave na območju Celja zahtevajo 22 smrtnih žrtev
- 1955 – odprto Gospodarsko razstavišče v Ljubljani
- 1959 – priseže prva sigapurska vlada
- 1967 – izraelsko letalstvo hkrati napade letalstva Egipta, Jordanije in Sirije, začetek šestdnevne vojne
- 1968 – palestinski terorist Sirhan Bišara Sirhan ustreli senatorja Roberta Francisa Kennedyja
- 1969 – najuglednejši slovenski likovni ustvarjalci se povežejo v Grupo 69
- 1975 – Sueški prekop ponovno odprt po zaprtju ob šestdnevni vojni
- 1977 –
  - državni udar na Sejšelih
  - na prodajne police pride računalnik Apple II
- 1984 – indijska premierka Indira Gandhi ukaže napad na sikhovski Zlati tempelj
- 1991 – slovenska skupščina sprejme več osamosvojitvenih zakonov
- 1995 – prvič doseženo agregatno stanje Bose-Einsteinov kondenzat
- 2002 – izid prve »uradne« različice spletnega brskalnika Mozilla

## Rojstva
- 1075 – Tjandzuo, zadnji cesar dinastije Ljao († 1128 ali 1156)
- 1220[1] - Pšemisl I., vojvoda Velikopoljske († 1257)
- 1251 – Hodžo Tokimune, japonski regent († 1284)
- 1341 – Edmund iz Langleyja, angleški princ, 1. vojvoda Yorka, 1. grof Camebridgeja († 1402)
- 1646 – Elena Lucrezia Cornaro Piscopia, italijanska filozofinja († 1684)
- 1656 – Joseph Pitton de Tournefort, francoski botanik († 1708)
- 1718 – Thomas Chippendale st., angleški izdelovalec pohištva († 1779)
- 1757 – Pierre Jean George Cabanis, francoski fiziolog in filozof († 1808)
- 1781 – Christian August Lobeck, nemški klasični humanist († 1860)
- 1819 – John Couch Adams, angleški astronom, matematik († 1892)
- 1878 – Pancho Villa, mehiški revolucionar († 1923)
- 1879 – sir Robert Mayer, britanski filantrop nemškega rodu († 1985)
- 1883 – John Maynard Keynes, angleški ekonomist († 1946)
- 1894 – Roy Herbert Thomson, angleški založnik, medijski mogotec († 1976)
- 1897 – Charles Hartshorne, ameriški filozof in teolog († 2000)
- 1898 – Federico García Lorca, španski pesnik († 1936)
- 1922 – John Gatenby Bolton, angleško-avstralski astronom († 1993)
- 1933 – Velimir Bata Živojinović, srbski igralec († 2016)
- 1939 –
  - Charles Joseph Clark, kanadski predsednik vlade
  - Margaret Drabble, angleška pisateljica
- 1941 – Martha Argerich, argentinska pianistka

## Smrti
- 535 – Epifanij, bizantinski patriarh
- 928 – Ludvik Slepi, kralj Spodnje Burgundije, Italije in cesar Svetega rimskega cesarstva (* ok. 881/882)
- 1239 – Władysław Odonic, vojvoda Velikopoljske (* 1190)
- 1243 – Konstanca Babenberška, avstrijska princesa, meissenška mejna grofinja (* 1212)
- 1249 – Hugo X. Lusignanski, baron Lusignana, grof La Marcheja (V.) in Angoulêma (I.)
- 1288 – Henrik VI., luksemburški grof (* 1240)
- 1296 – Edmund Grbasti, angleški princ, sin Henrika III., grof Lancaster, grof Leicester (* 1245)
- 1316 – Ludvik X., francoski kralj (* 1289)
- 1325 – Eberhard I., grof Württemberga (* 1265)
- 1383 – Dimitrij Konstantinovič, vladmirski veliki knez (* 1323)
- 1424 – Andrea Fortebracci - Braccio da Montone, italijanski vojskovodja (* 1368)
- 1463 – Stjepan Tomašević, zadnji despot Srbije in zadnji kralj Bosne (* okoli 1438)
- 1826 – Carl Maria Friedrich Ernest von Weber, nemški skladatelj (* 1786)
- 1900 – Stephen Crane, ameriški pisatelj (* 1871)
- 1910 – William Sydney Porter - O. Henry, ameriški pisatelj (* 1862)
- 1912 – Francis James Gillen, avstralski antropolog (* 1855)
- 1920 – Rhoda Broughton, valižanska pisateljica (* 1840)
- 1921 – Georges Feydeau, francoski dramatik (* 1862)
- 1930 –
  - Julius Mordecai Pincas - Pascin, francoski slikar bolgarskega rodu (* 1885)
  - Eric Otto Valdemar Lemming, švedski atlet (* 1880)
- 1940 – Augustus Edward Hough Love, angleški geofizik, matematik (* 1863)
- 1957 – Frances Densmore, ameriška etnologinja, etnomuzikologinja (* 1867)
- 1965 – Princ Viljem Švedski, vojvoda Södermanlandski (* 1884)
- 1972 – Fedor Gradišnik, slovenski dramatik (* 1890)
- 1975 – Paul Keres, estonski šahist (* 1916)
- 2002 – Douglas Colvin - Dee Dee Ramone, ameriški glasbenik (* 1952)
- 2003 – Jürgen Wilhelm Mölleman, nemški politik (* 1945)
- 2004 – Ronald Wilson Reagan, ameriški predsednik (* 1911)

## Prazniki in obredi
- Danska – dan ustave
- svetovni dan okolja
- dan inženirstva Slovenske vojske